# ジルベール・メリエール
ジルベール・メリエール（フランス語: Gilbert Meriel、1986年11月11日 - ）は、フランス領ポリネシアのサッカー選手。元タヒチ代表。ポジションはGK。

## クラブ歴
9歳の時にASヴェニュスでサッカーをはじめた。5年後にフランス本土のアンジェSCOの下部組織に入団し3年間を過ごした。その後USジャンヌダルク・カルクフーに移籍し選手デビュー。18歳でタヒチに戻りセミプロフェッショナルとなった。公共経済学で学士を取得し、KPMGで監査として働いている。

## 代表歴
OFCネイションズカップ2012の際にメンバーに選出されたものの出場機会は無かった。その後FIFAコンフェデレーションズカップ2013の最終戦となったウルグアイ代表戦でスターティングメンバーに名を連ねた。この試合は8-0で敗北したものの、アンドレス・スコッティのPKを止め、喝采を浴びた。